# Велли-Фордж
Велли-Фордж (англ. Valley Forge) — военный лагерь Континентальной армии, третий из восьми зимних лагерей армии Джорджа Вашингтона во время Войны за Независимость США. Осенью 1777 года британская армия разбила американцев в сражении при Брендивайне и заняла Филадельфию. Континентальная армия, численностью 12 000 человек, отступила на зимние квартиры в Велли-Фордж, примерно в 29 километрах от Филадельфии. Армия осталась в этом лагере на 6 месяцев, с декабря 1777 по июнь 1778 года. Несмотря на плохое снабжение и тяжелейшие условия зимовки, Вашингтону удалось за это время реорганизовать и обучить свою армию. От 1700 до 2000 человек умерло от болезней и недоедания. Когда британцы ушли из Филадельфии, Континентальная армия покинула лагерь и начала преследование, которое привело к сражению при Монмуте.

## Предыстория
В 1777 году Велли-Фордж представляло собой небольшое поселение на слиянии рек Велли-Крик и Скулкилл. В 1742 году квакеры построили здесь кузницу Joy Iron Forge. Постепенно появились новые кузницы, мельницы и жилые здания. На прилегающих фермах потомки квакеров-уэльсцев выращивали пшеницу, рожь, сено и кукурузу, а так же разводили овец, свиней и домашнюю птицу. В окрестностях жили потомки немецких и шведских эмигрантов.
Летом 1777 года квартирмейстер Континентальной армии Томас Миффлин решил разместить часть армейских складов в этом поселении из-за хорошего выбора зданий. Владелец кузниц Уильям Дивис возражал, опасаясь, что склады привлекут внимание англичан. Миффлин выслушал его возражения, но всё же создал склад в Велли-Фордж.
25 августа 1777 года британская армия высадилась в устье реки Элк и начала марш на Филадельфию. 11 сентября Континентальная армия была разбита в сражении при Брендивайне. Через несколько дней, 18 сентября, несколько сотен британских военных под командованием генерала фон Книпхаузена совершили набег на Велли-Фордж. Подполковнику Александру Гамильтону и капитану Генри Ли было поручено эвакуировать склады, но у них не осталось на это времени, и они едва успели уйти под обстрелом британских драгун. 19 сентября в Велли-Фодж пришёл батальон лёгкой пехоты и гренадеры. 20 сентября британцы узнали, что отряд американцев под командованием Уэйна встал в 3 милях от Велли-Фордж в Паоли. Чарльз Грей с пятью батальонами атаковал Уэйна и разбил его в бою при Паоли в тот же день. C 21 по 23 сентября британцы вывозили припасы из Вели-Фордж, а 23 сентября начали уничтожать то, что осталось.
Когда англичане заняли Филадельфию, в Континентальной армии осталось 11 000 человек. С этими силами 4 декабря Вашингтон занял позицию у Уайт-Марш. Генерал Хау подошёл с армией в 14 000 человек, вступил в перестрелку, но решил не начинать генеральное сражение и 8 декабря отступил в Филадельфию. Через два дня, убедившись, что новых атак не последует, Вашингтон повёл свою армию в Велли-Фордж.

## Основание лагеря

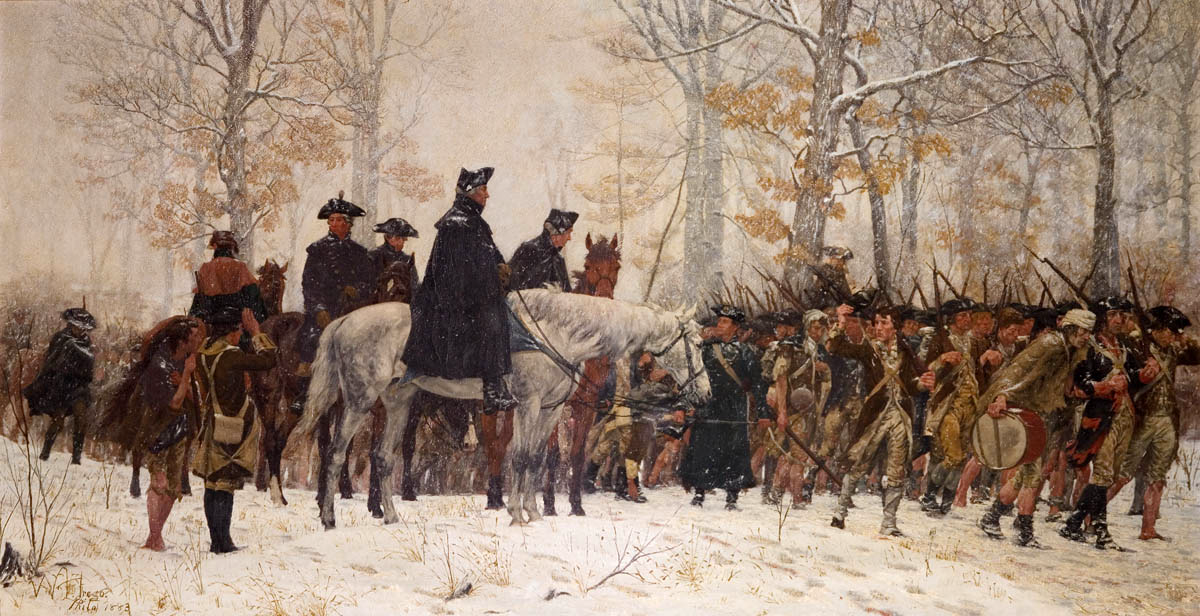
Вашингтон ведёт армию в Велли-Фордж. Картина Уильяма Трего 1883 года.

Когда британская армия отступила на зимние квартиры в Филадельфии, Вашингтон стал думать о том, где разметить свою армию. Континентальная армия была совершенно не готова к зиме, у 4000 солдат не было даже обычного одеяла. Можно было отвести армию вглубь Пенсильвании в безопасное место, но это позволило бы британцам беспрепятственно проводить фуражировки вкруг Филадельфии. Помимо этого, надо было обеспечить безопасность Континентального конгресса в Йорке и Законодательного собрания Пенсильвании в Ланкастере. Вашингтон выбрал Велли-Фордж, открытое плато в двадцати милях от Филадельфии. На таком расстоянии британцы не могли внезапно напасть на лагерь, а высокие холмы были удобны для обороны. В лесах можно было заготовить дрова и строительный материал, а прилегающие фермы могли снабдить армию продовольствием. Реки Скулкилл и Велли-Крик обеспечивали питьевую воду. Велли-Фордж выглядело как идеальное место для отдыха армии и ничего не говорило о том, что здесь армии предстоит пережить невыносимые лишения.

Не все в армии были согласны с этим выбором. Многие предпочитали провести зиму ближе к Йорку или в Уилмингтоне. 17 декабря Вашингтон подробно изложил свои мотивы в приказе по армии. Место, которое он выбрал, представляло собой естественную крепость в форме треугольника. Река Велли-Крик ограничивала его с запада, река Скулкилл с севера, а гряда холмов была гипотенузой этого треугольника. Дополнительные земляные укрепления могли сделать эту позицию совершенно неприступной. Было решено построить редуты на холмах, разместить жилые строения за редутами, а центр лагеря отвести под плац. 19 декабря Континентальная армия пришла в Велли-Фордж.
Первым делом требовалось обеспечить людей жильём. Солдаты были разделены на партии по 12 человек в каждой и направлены на рубку леса и строительство бревенчатых домов размером примерно 14 на 16 футов. Офицерский состав размещался в домах частных лиц. Сам Вашингтон со своим штабом и женой, которая приехала в начале февраля, занял каменный дом в два этажа. Верхний этаж был занят под жилые помещения, а нижний предназначен для официальных встреч.

## Реорганизация армии

Комитет Конгресса в Велли-Фордж. Гравюра 1866 года.

Уже в первые дни пребывания в лагере Вашингтон написал Конгрессу, что хотел бы провести в армии кое-какие реформы до начала кампании 1778 года. Он предложил прислать в Велли-Фордж комитет, который бы обсудил с ним необходимые меры. Конгресс согласился и сразу же направил в лагерь четырёх делегатов, одним из которых был Джозеф Рид. Комитет проработал в лагере семь недель.  
В конце февраля в Велли-Фордж прибыл барон Штойбен, прусский офицер, который приехал в США из Франции с рекомендациями от Франклина. Он был офицером армии Фридриха II и служил его адъютантом, был хорошо знаком с европейскими методами подготовки военнослужащих и был готов выполнять обязанности инструктора. Он не требовал себе никакого звания и поступил на службу добровольцем. В тот момент официальным генеральным инспектором армии был Конвей, который так и не приступил к своим обязанностям. Из-за плохих отношений с офицерами Конвей уехал в Йорк, в конце апреля подал в отставку и уехал во Францию. Первое время Штойбен выполнял обязанности инструктора как доброволец, а после отставки Конвея он был, по рекомендации Вашингтона, официально назначен генеральным инструктором в звании генерал-майора.
Штойбен взялся за дело сразу по прибытии. Он тренировал отделение на виду у роты, а потом роту на виду у полка. Он настоял на том, чтобы тренировкой военных занимались не только сержанты (как было принято в британской армии), но и офицеры. Уже через месяц после его появления вся армия в Велли-Фордж выполняла тренировки по единой программе, составленной по прусскому образцу. К весне Континентальная армия стала напоминать настоящую армию, как минимум на плацу. Сам Штойбен заметил, что в европейской армии новобранец после трёх месяцев тренировки называется рекрутом, в Америке же через два месяца уже считается солдатом.
К лету 1778 года усилиями Штойбена и Вашингтона армия сильно изменилась в лучшую сторону. Был усовершенствован инженерный корпус, созданы роты сапёров и минёров. Появились отряды лёгких драгун, отряды конной полиции и корпус инвалидов для тыловой службы (в частности, для охраны пленных). Появились строительные команды, а специальный полк теперь отвечал за содержание, хранение и транспортировку артиллерийского снаряжения. Был реформирован Медицинский департамент. Были приняты меры по увеличению численности армии: Конгресс всё же согласился гарантировать офицерам сохранение половинного жалования после отставки. Было решено не набирать более иностранных добровольцев кроме особенно достойных. Конгресс попросил штаты провести рекрутские наборы, чтобы найти замену тем, у кого заканчивались сроки службы.

## Стратегическая ситуация
Среди всех проблем, которые беспокоили Вашингтона во время зимовки в Велли-Фордж, наименее беспокойной была проблема обороны лагеря. Главный инженер армии, Дюпортейль, окружил лагерь мощной системой редутов, и предполагалось, что Хау, ранее не рискнувший штурмовать слабые укрепления Дорчестерских высот под Бостоном, теперь не решится штурмовать гораздо более сильные укрепления Велли-Фордж. Вашингтон не знал, что Хау ещё в ноябре запросил отставку и уже не планировал новых боевых действий. Многие лоялисты верили в возможность такой атаки и настаивали на ней, они знали о трудностях армии в Велли-Фордж и были уверены, что армия Вашингтона утратила боеспособность. Сам Вашингтон впоследствии полагал, что у британской армии были шансы на успех. Современные исследователи полагают, что Хау был прав: у Вашингтона было 11 000 против 10 000, а также усиление в виде ополченцев; состояние дорог не позволяло британцам использовать артиллерию, и, кроме того, британцам пришлось бы переходить реку Скулкилл.
Конгресс в это время планировал предпринять новое вторжение в Канаду, которая стала беззащитна после капитуляции Бергойна при Саратоге. Вашингтон был против этого плана и считал его частью заговора Конвея по своей дискредитации, но под давлением Гейтса Конгресс принял решение начать подготовку и поставить во главе армии Лафайета и Конвея. Лафайет протестовал, но был вынужден отправиться в Олбани на место сбора армии. Собрать армию нужного размера не удалось, от планов вторжения отказались, и в начале апреля Лафайет вернулся в Велли-Фордж.